# Ильинка (городской округ Жуковский)
Ильи́нка — планировочный район в северной части городского округа Жуковский Московской области. Своё название район получил по соседнему посёлку Ильинский Раменского района, земли которого до революции 1917 г. принадлежали члену правления Акционерного общества по строительству Московской-Рязанской железной дороги Н. И. Ильину. Район ограничен с севера улицей Праволинейная, с запада — внутриквартальным проездом от улицы Чкалова посёлка Ильинский к территории Жуковского машиностроительного завода, с востока — улицей Спасателей г. Жуковского, с юга — железнодорожной линией Жуковского ППЖТ и улицей Луч.

## Культура
В конце 1930-х годов был открыт клуб «Луч», ставший центром культурной жизни Ильинки. «Луч» стал домом для большого количества кружков, регулярно проводились концерты, устраивались кинопоказы и дискотеки. Здесь же занимался танцевальный ансамбль «Россия» под руководством И. Вышегородского.
В начале 1990-х клуб был закрыт и сдан под склад известной в городе фирме «СВА-трейдинг». Позднее здание было перепрофилировано под общежитие, а после заброшено. Существовали планы использования здания в качестве блока начальных классов для школы № 6 или школьного тира. В конце 2016 г. в городской прессе появилась информация о планируемом открытии фермерского рынка в здании клуба. Однако, по состоянию на ноябрь 2017 г. клуб не используется.
На территории района также обустроены две зоны отдыха — бульвар на улице Клубной и мемориальный сквер на улице Мичурина.

## Образование
В Ильинке работает одна средняя общеобразовательная школа № 6, три детских дошкольных образовательных учреждения (№ 7 «Кораблик», № 10 «Лесная сказка», № 15), вечерняя школа, одно профессиональное училище № 49

## Экономика
В районе имеется ряд крупных предприятий. В их числе ООО «Нестле-Жуковское мороженое», Жуковский хладокомбинат, Жуковский машиностроительный завод, Глобус-Сталь, НПО «Динамика».

## Транспорт
В пешеходной доступности находится платформа Ильинская Рязанского направления МЖД.
Автобусное сообщение представлено маршрутами № 7, 16, 17, 19

## Перспективы
С 2007 года в прессе периодически появляются сообщения о планируемой реконструкции района. В частности, предполагается снести существующую малоэтажную застройку для строительства 17-25-этажных домов. Однако, каких-либо реальных планов в настоящее время не существует.